# سلیمانوو (شهرستان مچتلینسکی، باشقیرستان)
سلیمانوو (انگلیسی: Suleymanovo, Mechetlinsky District, Republic of Bashkortostan) یک شهرک در شهرستان مچتلینسکی استان باشقیرستان کشور روسیه است.